# Matsushita Electric Football Club 1988-1989
Questa voce raccoglie le informazioni riguardanti il Matsushita Electric Football Club nelle competizioni ufficiali della stagione 1988-1989.

## Stagione
Dopo essere stato eliminato al primo turno di coppa di Lega per mano del NTT Kanto, nel corso del campionato il Matsushita Electric stazionò nelle posizioni medie della classifica sino a ottenere, con largo anticipo, la sua prima salvezza. In Coppa dell'Imperatore la squadra superò un turno per poi essere eliminato dallo Yamaha Motors

## Maglie e sponsor
Le magliette, prodotte dall'Asics, recano sulla parte anteriore la scritta Matsushita Electric e il numero del giocatore.
| Manica sinistra · Manica sinistra · Maglietta · Maglietta · Manica destra · Manica destra · Pantaloncini · Pantaloncini · Calzettoni |

## Rosa
| N. |                       | Ruolo | Calciatore        |
| -- | --------------------- | ----- | ----------------- |
| 1  | Giappone (bandiera)   | P     | Yūji Keigoshi     |
| 3  | Giappone (bandiera)   | C     | Atsushi Matsumoto |
| 4  | Giappone (bandiera)   | D     | Takahiro Shimada  |
| 5  | Giappone (bandiera)   | D     | Naohiko Minobe    |
| 8  | Giappone (bandiera)   | C     | Tomoo Kudaka      |
| 10 | Giappone (bandiera)   | C     | Hirokazu Sasaki   |
| 12 | Giappone (bandiera)   | D     | Hideki Matsunaga  |
| 13 | Giappone (bandiera)   | A     | Akihiro Nagashima |
| 15 | Thailandia (bandiera) | A     | Witthaya Hloagune |

| N. |                       | Ruolo | Calciatore          |
| -- | --------------------- | ----- | ------------------- |
| 17 | Giappone (bandiera)   | C     | Masahiro Wada       |
| 21 | Giappone (bandiera)   | P     | Kenji Honnami       |
| 22 | Giappone (bandiera)   | P     | Kazuhiro Koso       |
|    | Thailandia (bandiera) | D     | Natee Thongsookkaew |
|    | Giappone (bandiera)   | C     | Shunichi Ikenoue    |
|    | Giappone (bandiera)   | A     | Masanobu Yamaguchi  |
|    | Thailandia (bandiera) | A     | Ronnachai Sayomchai |
|    | Giappone (bandiera)   | A     | Hiroki Yanagi       |
|    | Indonesia (bandiera)  | A     | Ricky Yacobi        |

## Risultati

### JSL Division 1

#### Girone di andata
| Osaka 23 settembre 1988 | Matsushita Electric | 1 – 1 | ANA |  |

| Kawasaki 2 ottobre 1988 | NKK | 2 – 1 | Matsushita Electric | Todoroki Stadium |

| Tokyo 5 ottobre 1988 | Yomiuri | 3 – 1 | Matsushita Electric | Yomiuri Land |

| Osaka 9 ottobre 1988 | Matsushita Electric | 1 – 0 | Fujita |  |

| Saitama 16 ottobre 1988 | Mitsubishi Heavy Ind. | 0 – 1 | Matsushita Electric | Urawa Komaba Stadium |

| Osaka 23 ottobre 1988 | Matsushita Electric | 3 – 4 | Honda Motor |  |

| Ichihara 29 ottobre 1988 | Furukawa Electric | 0 – 1 | Matsushita Electric |  |

| Osaka 5 novembre 1988 | Matsushita Electric | 1 – 2 | Yamaha Motors |  |

| Yokohama 13 novembre 1988 | Nissan Motors | 2 – 1 | Matsushita Electric | Mitsuzawa Stadium |

| Osaka 20 novembre 1988 | Matsushita Electric | 1 – 0 | Sumitomo Metals |  |

| Osaka 27 novembre 1988 | Yanmar Diesel | 1 – 0 | Matsushita Electric | Nagai Stadium |

#### Girone di ritorno
| Tokyo 26 febbraio 1989 | Mitsubishi Heavy Ind. | 0 – 1 | Matsushita Electric |  |

| Osaka 5 marzo 1989 | Matsushita Electric | 0 – 0 | NKK |  |

| Tokyo 12 marzo 1989 | Fujita | 3 – 0 | Matsushita Electric |  |

| Hamamatsu 19 marzo 1989 | Honda Motor | 1 – 2 | Matsushita Electric |  |

| Osaka 26 marzo 1989 | Matsushita Electric | 3 – 2 | Furukawa Electric |  |

| Iwata 2 aprile 1989 | Yamaha Motors | 0 – 1 | Matsushita Electric |  |

| Osaka 9 aprile 1989 | Matsushita Electric | 1 – 1 | Nissan Motors |  |

| Kashima 15 aprile 1989 | Sumitomo Metals | 2 – 2 | Matsushita Electric |  |

| Osaka 23 aprile 1989 | Matsushita Electric | 1 – 3 | Yanmar Diesel |  |

| Yokohama 26 aprile 1989 | ANA | 1 – 0 | Matsushita Electric | Mitsuzawa Stadium |

| Osaka 30 aprile 1989 | Matsushita Electric | 2 – 2 | Yomiuri |  |

### Japan Soccer League Cup
| Osaka 28 agosto 1988                         | Matsushita Electric  | 0 – 0 (d.t.s.) | NTT Kanto |  |
| \| \| \| \| \| \| Tiri di rigore 3 – 4 \| \| |                      |                |           |  |
|                                              |                      |                |           |  |
|                                              | Tiri di rigore 3 – 4 |                |           |  |

### Coppa dell'Imperatore
| Iwata 24 dicembre 1988 | Fujitsu | 1 – 2 | Matsushita Electric |  |

| Iwata 25 dicembre 1988 | Yamaha Motors | 2 – 0 | Matsushita Electric |  |

## Statistiche

### Statistiche di squadra
| Competizione          | Punti | Totale | Totale | Totale | Totale | Totale | Totale | DR |
| Competizione          | Punti | G      | V      | N      | P      | Gf     | Gs     | DR |
| --------------------- | ----- | ------ | ------ | ------ | ------ | ------ | ------ | -- |
| JSL Division 1        | 29    | 22     | 8      | 5      | 9      | 26     | 30     | -4 |
| JSL Cup               | -     | 1      | 0      | 0      | 1      | 0      | 0      | 0  |
| Coppa dell'Imperatore | -     | 2      | 1      | 0      | 1      | 2      | 3      | -1 |
| Totale                | -     | 25     | 9      | 6      | 10     | 28     | 33     | -5 |